# Kevin Nichols
Kevin John Nichols OAM (ur. 4 lipca 1955 w Grafton) – australijski kolarz torowy, złoty medalista olimpijski.

## Kariera
Największy sukces w karierze Kevin Nichols odniósł w 1984 roku, kiedy wspólnie z Deanem Woodsem, Michaelem Grendą i Michaelem Turturem wywalczył złoty medal w drużynowym wyścigu na dochodzenie podczas igrzysk olimpijskich w Los Angeles. W tej samej konkurencji wystartował również na igrzyskach olimpijskich w Montrealu w 1976 roku i cztery lata później, podczas igrzysk w Moskwie, zajmując odpowiednio dwunastą i szóstą pozycję. Zdobył również cztery medale na igrzyskach Wspólnoty Narodów. W 1974 roku zdobył wraz z drużyną srebro na IBWN w Christchurch, a na rozgrywanych cztery lata później IWN w Edmonton Australijczycy z Nicholsem w składzie zwyciężyli. Ponadto na igrzyskach Wspólnoty Narodów w Brisbane w 1982 roku zwyciężył w wyścigu na 10 mil, a razem z kolegami wygrał po raz kolejny w drużynowym wyścigu na dochodzenie. Nigdy nie zdobył medalu na torowych mistrzostwach świata.
26 stycznia 1985 roku otrzymał Order of Australia.